# Gerhard Barkhorn
El Teniente General Gerhard Barkhorn (Königsberg, Alemania, 20 de marzo de 1919 - Frechen, 8 de enero de 1983) fue un héroe de guerra alemán y piloto de caza que sirvió en la Luftwaffe durante la Segunda Guerra Mundial. Entre los ases de la aviación ha sido el segundo con mayor número de victorias de todos los tiempos, tras el primero que es Erich Hartmann. Voló en 1.104 misiones de combate y se le acreditaron 301 derribos de aviones de la Fuerza Aérea Soviética en el Frente Oriental, pilotando aviones de caza Messerschmitt Bf 109 y Focke-Wulf Fw 190D-9. Voló en la famosa unidad de cazas Jagdgeschwader 52 (JG 52), junto con compañeros, ases también, como Hartmann y Günther Rall. Además prestó sus servicios en el ala de caza Jagdgeschwader 2.
Barkhorn se alistó en la Luftwaffe en 1937 y completó su formación en 1939. Voló su primera misión de combate en mayo de 1940 durante la Batalla de Francia y, a continuación en la Batalla de Inglaterra, sin conseguir derribar a ningún avión enemigo. Barkhorn se anotó su primera victoria en julio de 1941, y a partir de ahí fue incrementando de una forma constante el número de derribos durante los años que estuvo combatiendo contra las fuerzas de la Unión Soviética. En marzo de 1944 se le concedió la tercera condecoración más alta en la Wehrmacht, la Cruz de Caballero con Hojas de Roble y Espadas por su victoria n.° 250. A pesar de ser el segundo piloto con más victorias en la historia de la aviación, no se le concedieron a Barkhorn los Diamantes para su Cruz del Caballero con Hojas de Roble y Espadas después de alcanzar su 300.ª victoria el 5 de enero de 1945. Menos de dos semanas más tarde dejó el JG 52 en el Frente Oriental y fue destinado al Jagdgeschwader 3, asignado a la Defensa del Reich contra los ataques aéreos de las fuerzas de bombardeo aliadas.
Comandó el ala de caza Jagdgeschwader 6 (JG 6), sin incrementar el número de derribos, hasta el 10 de abril de 1945. En ese momento pasó a la unidad de cazas a reacción JV 44. El 21 de abril de 1945 resultó herido cuando se estrelló con su Messerschmitt Me 262 después de fallarle el motor. Para complicar más sus problemas, también fue atacado por cazas P-51 Mustang de la USAAF, pero pudo saltar de su avión. Barkhorn sobrevivió a la guerra, siendo hecho prisionero por los Aliados occidentales en mayo de 1945, y fue puesto en libertad más tarde ese mismo año. Después de la guerra, Barkhorn se incorporó a la Bundesluftwaffe, retirándose en 1976.
El 6 de enero de 1983 Barkhorn sufrió un accidente de automóvil yendo con su esposa Christl, que murió instantáneamente. Gerhard falleció dos días después, el 8 de enero de 1983.

## Primeros años
Gerhard Barkhorn nació en Königsberg el 20 de marzo de 1919. Se incorporó a la Luftwaffe en 1937 como cadete (Fahnenjunker) y comenzó su formación de piloto en marzo de 1938. Al término de su etapa de formación fue ascendido al grado de teniente, siendo asignado a principios de 1940 a un escuadrón (Staffel) del Jagdgeschwader 2 Richthofen, una unidad de cazas con las viejas tradiciones de la Primera Guerra Mundial.

## Segunda Guerra Mundial

### Primeras etapas de la guerra
Barkhorn realizó sus primeras misiones de combate sobre Bélgica y Francia durante la Batalla de Francia, y más tarde en Gran Bretaña durante la Batalla de Inglaterra pilotando un Messerschmitt Bf 109E. Voló en muchas misiones pero no consiguió ningún derribo; en cambió él sí fue derribado por cazas ingleses el 29 de octubre en el Canal de la Mancha. El 1 de agosto de 1940, Barkhorn fue trasladado al 6./Jagdgeschwader 52 (JG 52). Poco después fue recompensado con la Cruz de Hierro de primera clase. En el nuevo escuadrón, voló junto con otro prometedor piloto, Hans-Joachim Marseille.

### Frente Oriental
En 1941, el JG 52 fue trasladado hacia el este y participó en la Operación Barbarroja, la invasión de la Unión Soviética, el 21 de junio de 1941. No mucho después, Gerhard Barkhorn consiguió su primera victoria, el derribo de un avión de la Fuerza Aérea Soviética el 2 de julio de 1941 mientras volaba en su misión de combate n.° 120. Esta victoria parece que tuvo un efecto tranquilizador sobre Barkhorn, pues creía que por fin había encontrado su “ojo de tirador”. En noviembre, alcanzó los 10 derribos y fue ascendido a Oberleutnant el 11 de noviembre de 1941.
El 21 de mayo de 1942, Barkhorn fue nombrado jefe de escuadrón del 4./JG 52. Continuó incrementando su cifra de victorias hasta el siguiente año. El 19 de julio de 1942 se convirtió en "as en un día" al derribar ese día seis aviones con su Bf 109 F. Sin embargo, fue herido el 25 de julio y estuvo alejado de la acción durante dos meses, volviendo a combatir en octubre. Durante el mes de julio de 1942 Barkhorn destruyó 30 aviones soviéticos. El 23 de agosto de 1942, recibió la Cruz de Caballero por haber derribado un total de 59 aviones. El 18 de diciembre de 1942 alcanzó los 95 derribos y un día después llegó a los 100. El 9 de enero, Barkhorn reclamó su derribo n.° 105. Entre sus víctimas de ese día se encontraban el teniente Vasiliyev y el Héroe de la Unión Soviética Podpolkovnik  Lev Shestakov del Regimiento de cazas IAP Nº 236. Barkhorn estuvo disparando contra sus aviones Yakovlev Yak-1 hasta que se incendiaron. Ambos pilotos sobrevivieron. Barkhorn fue condecorado con las Hojas de Roble para su Cruz de Caballero el 11 de enero de 1943.

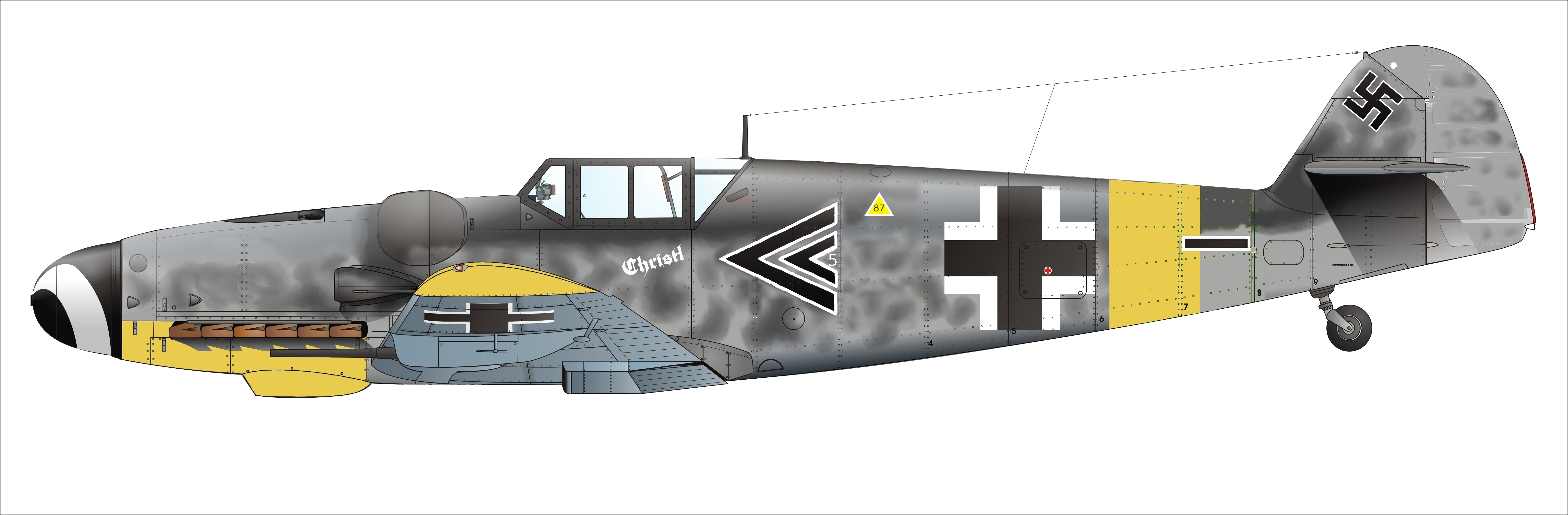
El Messerschmitt Bf 109 G-6 de Gerhard Barkhorn. Stab II./JG 52. Noviembre de 1943

Gerhard Barkhorn, ya con el grado de capitán, fue nombrado comandante del grupo II/JG 52 el 1 de septiembre de 1943. El 5 de septiembre de 1943 Barkhorn derribó y mató al piloto de caza y Héroe de la Unión Soviética Nikolay Klepikov, un as que tenía 10 victorias personales y 32 compartidas. Esto, en cierto modo, fue compensado por la pérdida por parte del grupo II/JG 52 del Oberleutnant Heinz Schmidt, un as con 173 victorias. Barkhorn derribó dos Lavochkin La-5, que supusieron sus victorias aéreas n.° 165 y 166. Barkhorn alcanzó su 200.ª victoria el 30 de noviembre de 1943. La principal unidad de cazas alemana que estaba cubriendo el frente en la zona de Crimea y de Kuban era el grupo II/JG 52 comandado por Barkhorn. En los tres meses que van de diciembre de 1943 al 13 de febrero de 1944, la unidad reclamó 350 victorias, 50 de las cuales fueron reclamadas por Barkhorn. El 13 de febrero de 1944, alcanzó las 250 victorias, y la Fuerza Aérea Soviética puso precio a su cabeza.

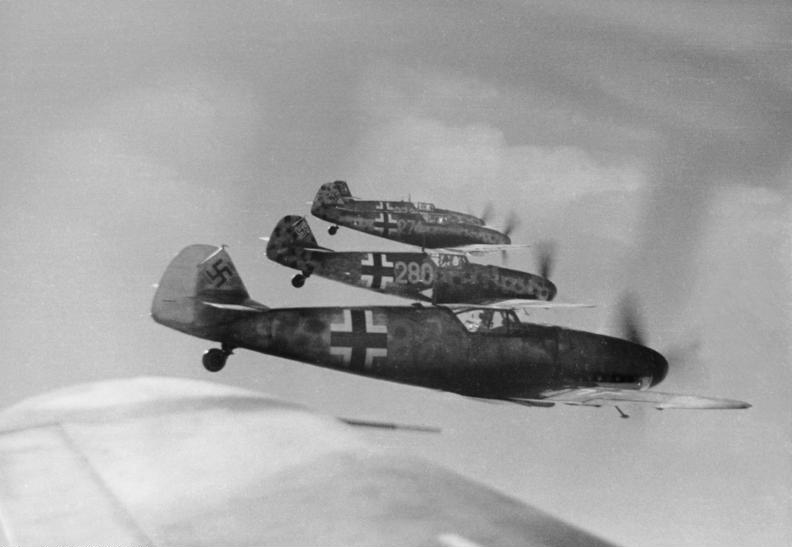
Cazas Messerschmitt Me 109 en vuelo, 20 de julio de 1944

Poco después, el 2 de marzo, le concedieron las Espadas para su Cruz de Caballero. Asistió a la boda de su compañero y buen amigo, el as Erich Hartmann. Barkhorn fue promovido al rango de mayor el 1 de mayo de 1944. El 31 de mayo de 1944, Barkhorn fue derribado por cazas soviéticos P-39 Airacobra. Estaba realizando su sexta misión de ese día e interceptó una formación de bombarderos soviéticos, pero no fue capaz de ver a sus cazas de escolta. Su Bf 109G-6 fue seriamente dañado. Barkhorn, que había sido herido en su hombro derecho y en la pierna, logró hacer un aterrizaje forzoso detrás de sus propias líneas, fue rescatado gravemente herido y tuvo que pasar cuatro meses en el hospital. No ha sido posible identificar al piloto soviético que le derribó. No fue, como sugieren algunas fuentes, Aleksandr Pokryshkin, pues este piloto no se encontraba en la zona en ese momento. Después de regresar a su unidad, el daño psicológico se hizo evidente. Todo era sentarse en su carlinga y le sobrevenía una gran ansiedad. Incluso cuando volaba con aviones amigos detrás de él sentía un intenso miedo. Le llevó varias semanas superarlo. Volvió al combate en octubre, consiguiendo su 275.ª victoria el 14 de noviembre. Durante las siguientes semanas, Barkhorn derribó otros 26 aviones enemigos. Logró sus últimos dos derribos, los n.° 300 y 301, el 5 de enero de 1945.

### Defensa del Reich
El 16 de enero de 1945, Barkhorn fue nombrado Geschwaderkommodore del Jagdgeschwader 6 (JG 6), una unidad asignada a la Defensa del Reich y equipada con cazas Focke Wulf Fw-190D (aunque Barkhorn prefirió seguir pilotando el caza Bf 109G-6). El JG 6 era una unidad compuesta principalmente por reclutas y expilotos del bimotor Bf-110, que sufrió graves pérdidas combatiendo contra las formaciones de bombarderos estadounidenses. Barkhorn no ocupó el puesto durante mucho tiempo, ya que se vio obligado a recibir tratamiento médico por el agotamiento físico y mental que padecía por el continuo esfuerzo.

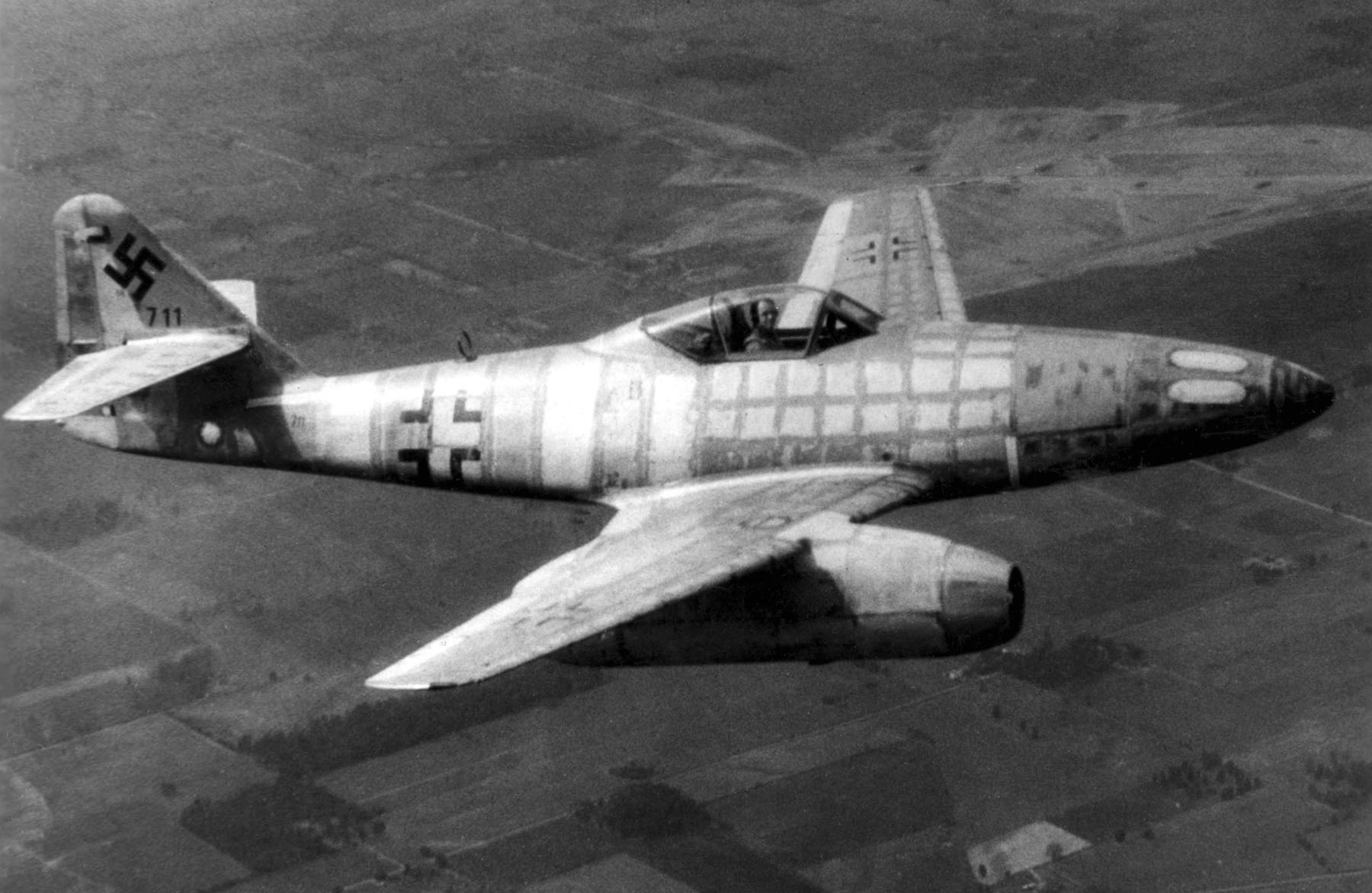
Messerschmitt Me 262, el primer caza a reacción del mundo.

Después de su hospitalización, fue invitado por Adolf Galland para unirse a la élite de los pilotos, concentrada en el Jagdverband 44 (JV 44), dotado con los cazas a reacción Messerschmitt Me 262. Le resultó muy difícil pilotar el Me 262 en el frente occidental, no logrando conseguir ni un solo derribo con el mismo. El 21 de abril de 1945, voló su última misión, la que hacía la n.° 1104. El motor de su avión comenzó a arder cuando se acercaba a una formación de bombarderos enemigos, viéndose obligado a realizar un aterrizaje de emergencia. Mientras se acercaba al aeródromo, su avión fue atacado por varios cazas P-51 que rondaban sobre el lugar, y logró aterrizar con su avión en llamas. Recibió una herida leve como consecuencia de esta acción. Fue hecho prisionero por los Aliados al finalizar la guerra, siendo liberado de su cautividad en septiembre de 1945. Barkhorn consiguió 301 victorias en 1.104 vuelos operativos. De esos derribos, 110 fueron cazas Yak, 87 LaGG, 21 Il-2 y 12 bombarderos medianos bimotores. Él fue derribado 9 veces, saltó de su avión una vez y fue herido 3 veces.

## Después de la guerra
Barkhorn ingresó en la Bundesluftwaffe en 1956, y se retiró en 1975 con el grado de Generalmajor. Él y su esposa tuvieron un accidente de circulación el 6 de enero de 1983 en Frechen, en el que su esposa murió en el instante del accidente y Barkhorn falleció en el hospital el 8 de enero de 1983. Fue enterrado en el Cementerio de Tegernsee, Baviera.

## Condecoraciones
- Medalla de sufrimientos por la patria en negro (Verwundetenabzeichen).
- Broche de misiones de combate de la Luftwaffe en oro (Frontflugspange) con la insignia "1100".
- Insignia combinada piloto - observador (Flugzeugführer- und Beobachterabzeichen).
- Ehrenpokal der Luftwaffe (Copa de honor de la Luftwaffe)
- Escudo “Crimea” (Krimschild)
- Insignia de Piloto (Flugzeugführerabzeichen).
- Insignia de vuelo en el Frente para pilotos de Cazas en oro (Frontflugspange für Jäger in Gold).
- Insignia de vuelo en el Frente para pilotos de Cazas en plata (Frontflugspange für Jäger in Silber).
- Medalla "Batalla de invierno en el Este 1941/42" (Medaille “Winterschlacht im Osten 1941/42“)
- Premio de la Wehrmacht de 4ta Clase por 4 años de Servicios (Dienstauszeichnung der Wehrmacht IV.Klasse, 4 Jahre)
- Alas de Piloto de la Royal Navy del Reino Unido (Pilot Wing Fleet Air Arm)
- Medalla al Mérito de 2da Clase de Checoslovaquia (Za Zasluhy II.Class)
- Cruz al Mérito en bronce de Hungría (Magyar Bronz Érdemkereszt)
- Cruz al Mérito de 2da Clase de Croacia (Hrvatski križ za zasluge 2. razreda)

- Cruz Alemana en oro(21 de agosto de 1942).
- Cruz de hierro 2.ª y 1.ª clase.
- Cruz de Caballero de la Cruz de Hierro con Hojas de Roble y Espadas.
  - Cruz de caballero (23 de agosto de 1942).
  - 175. Hojas de Roble (11 de enero de 1943).
  - 52. Espadas (2 de marzo de 1944).
- Mencionado dos veces en el Wehrmachtbericht (Boletín de la Wehrmacht).

### Menciones en la Wehrmachtbericht
| Fecha                  | Texto original en alemán | Traducción |
| ---------------------- | --- | --- |
| 2 de diciembre de 1943 | Hauptmann Barkhorn, Gruppenkommandeur in einem Jagdgeschwader, erzielte seinen 200. Luftsieg.                                                    | El capitán Barkhorn, comandante de un grupo de cazas, ha logrado su victoria n.° 200.                                                                   |
| 14 de febrero de 1944  | Der Gruppenkommandeur eines Jagdgeschwaders Eichenlaubträger Hauptmann Barkhorn errang am 13. Februar 1944 an der Ostfront seinen 250. Luftsieg. | El comandante de un grupo de caza, Capitán Barkhorn, condecorado con las Hojas de Roble, ha conseguido su victoria aérea n.° 250 en el Frente Oriental. |